# 久米邦武

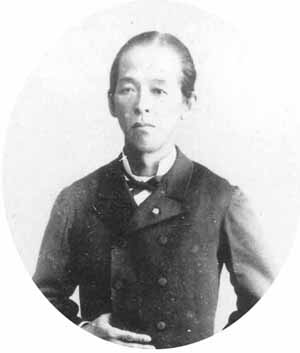
久米邦武

久米邦武（日語：くめ くにたけ，1839年8月19日—1931年2月24日），是日本近代史學研究的先驅之一。

## 生平
1839年生為肥前國佐賀藩士久米邦郷的三男。1854年（安政元年）進入佐賀藩校弘道館，並與大他一歲的大隈重信相遇。兩者都參加了尊皇派的結社義祭同盟。他在弘道館的成績非常好，還曾給藩主鍋島直大講授論語。1862年（文久2年）前往江戶，在昌平坂學問所學習，師事古賀謹一郎。翌年他返回佐賀藩，在弘道館執教鞭，還兼任前藩主鍋島閑叟的近衛。
明治維新後，出仕於太政官政府（明治政府）。1871年（明治4年），作為岩倉使節團的一員，久米前往歐美。歸國後，編輯了《米歐回覽實記》，以此從政府獲得了500日圓的賞金。其後久米進入政府的修史館，與重野安繹共同編纂《大日本編年史》等國史。
1888年（明治21年），就任東京帝國大學教授，並兼任臨時編年史編纂委員，繼續與重野安繹等人修史。1892年（明治25年），在田口卯吉的推薦下，雜誌《史海》轉載了久米的論文〈神道乃祭天之古俗〉（神道ハ祭天ノ古俗），結果此論文被當時的神道家攻擊，久米被迫辭去前述的職務（久米邦武筆禍事件）。1895年（明治28年），在大隈重信的招待下轉入東京専門學校（現在的早稻田大學），在該校講授日本古代史和古文書學直到1922年（大正11年）退休。
死於1931年。1982年（昭和57年），在JR山手線目黑車站前，為紀念久米父子的功績，成立了久米美術館。

## 家庭
其長男為著名畫家久米桂一郎。